# 曹敬妃 (明宣宗)
莊順敬妃，亦稱為曹敬妃（?年—1435年），名字及出身均不詳，明朝明宣宗朱瞻基之後宮，殉葬後被追贈為妃。

## 生平
曹氏的出生及入宮時間尚待考證。宣德十年正月初三日（1435年1月31日），明宣宗駕崩，同年三月二十八日（1435年4月26日），剛即位的明英宗朱祁鎮追贈皇庶母惠妃何氏為貴妃（謚號端靜），趙氏為賢妃（謚號純靜），吳氏為惠妃（謚號貞順），焦氏為淑妃（謚號莊靜），曹氏為敬妃（謚號莊順），徐氏為順妃（謚號貞惠），袁氏為麗妃（謚號恭定），諸氏為恭妃（謚號貞靜），李氏為充妃（謚號恭順），何氏為成妃（謚號肅僖），謚冊稱：「茲委身而蹈義，隨龍馭以上賓，宜薦徽稱，用彰節行」。由此可知，曹氏殉葬之後被明英宗追贈為莊順敬妃。另外，《宛署雜記》稱「榮思賢妃吳氏葬金山，景陵妃七，余俱從葬」，崇禎年間太常寺官屬所輯《太常續考》記「景陵八妃，榮思賢妃吳氏、二妃、三妃、四妃、五妃、六妃、七妃、八妃，俱無諡號、姓氏，七位從葬，一葬金山」然而「從葬者蓋有十妃」。
曹敬妃死因不明，但有可能是被縊死的。根據《朝鮮王朝實錄》的記載，明成祖朱棣駕崩後，首先在庭院中為三十多位隨葬宮人提供飲食，然後將她們帶到殿堂，讓她們站在小木床上，將頭套入繩圈，隨後便撤去木床縊死。

## 衍生形象

### 電視劇
| 年份 | 劇名     | 演員   | 劇中稱謂                       |
| ---- | -------- | ------ | ------------------------------ |
| 2022 | 《尚食》 | 王美妍 | 曹氏（太孫嬪妃→太子才人→婕妤） |